# Parepisparis rutila
Parepisparis rutila là một loài bướm đêm trong họ Geometridae.